# Роман Райнфус
Роман Райнфус (пол. Roman Reinfuss; 1910–1998) — польський етнограф родом з Переворська.
Закінчив Ягеллонський університет. Професор Люблінського університету імені Марії Кюрі-Склодовської.

## Біографія
Народився 27 травня 1910 року в родині Францішка Райнфуса і Зофьі Мнерк. Дитинство і юнацтво провів в Горлиці і Тарнові, де навчався в місцевих гімназіях. У 1931 році здав випускний іспит, після чого переїхав до Кракова, де вступив на юридичний факультет Ягеллонського університету, який закінчив у 1935 році. Відправившись після закінчення навчання в Нижні Бескиди, став займатися вивченням культури лемків. Незабаром опублікував своє перше етнографічне твір в журналі «Ilustrowany Kuryer Codzienny».
З 1936 року за пропозицією польського етнографа Северина Удзелі став працювати науковим асистентом в Етнографічному музеї у Кракові. Вивчав етнографію під керівництвом професора Ягеллонського університету Казімєжа Добровольського.
Під час Другої світової війни дбав про збереження музейної експозиції краківського Етнографічного музею. Після війни був призначений куратором і заступником музею. З 1944 року по 1946 рік був професором університету імені Марії Склодовської-Кюрі в Любліні. У 1946 році захистив дисертацію на тему «Łemkowie jako grupa etnograficzna» на здобуття наукового ступеня доктора наук.
Організував наукові етнографічні дослідження у Вроцлавському університеті, де працював до 1949 року. У травні 1946 року був призначений керівником відділу народного мистецтва Державного науково-дослідного інституту народної творчості Польської академії наук. Керував ці відділом до 1980 року, коли вийшов на пенсію.
Автор понад 30 статей і праць з ділянки народної культури лемків (найважливіша — «Łemkowie jak grupa etnograficzna», 1948), про лемківсько-бойківське пограниччя тощо.
Автор фундаментальної розвідки «Ze studiow nad kultura materialna Bojków». Окреслив межі етнографічної Бойківщини, зокрема на найдискусійнішому в наукових колах відтинку — західному.
Книги
- Polskie druki ludowe na płótnie (1953);
- Ludowe skrzynie malowane (1954);
- Garncarstwo ludowe (1955);
- Szopki krakowskie (1958);
- Sztuka ludowa w Polsce (1960, wspólnie z J. Świderskim);
- Malarstwo ludowe (1962);
- Nad rzeką Ropą (1965);
- Ludowe kafle malowane (1966);
- Monografia powiatu myślenickiego (1970);
- Meblarstwo ludowe w Polsce (1977);
- Ludowe kowalstwo artystyczne w Polsce (1983);
- Śladami Łemków (1989);
- Ludowa rzeźba kamienna w Polsce (1989).

Статі
- Pogranicze krakowsko-góralskie w świetle dawnych i nowszych prac etnograficznych, «Lud», t. 36, 1946.
- Architektura szopki krakowskiej, «Polska Sztuka Ludowa» 1948, R. 2, nr 11/12.
- Wpływ farbiarzy drukujących płótna na ludowe hafciarstwo, PSL, 1948 R. 2, nr 11-12.
- Wełniane torby góralskie, PSL, 1949 R. 3, nr 3-4, s. 112—119.
- Przyczynek do ikonografii obrazów Janosikowych na szkle malowanych, PSL, R. 3, 1949, nr 5.
- Szopka z Sieteszy w powiecie przeworskim, PSL, R. 3, 1949 nr 11/12.
- Stan badań nad polską sztuką ludową, «Polska Sztuka Ludowa» 1950, nr 1/6 s. 3-13.
- Orawski dom z wyżką, «Polska Sztuka Ludowa» 1950, nr 1/6 s. 36-55.
- Z obozu naukowego w Weryni, «Polska Sztuka Ludowa» 1950, nr 7/12.
- Wytwórcy ludowych ubiorów w Karpatach polskich, PSL, 1951, R. 5, nr 1-2, s. 19-36.
- Badania terenowe w rejonie kielecko-sandomierskim, «Polska Sztuka Ludowa» 1952, nr 4/5.
- Sztuka ludowa Podlasia Zachodniego, «Polska Sztuka Ludowa» 1952, nr 1.
- Aktualne zagadnienia ludowej plastyki, «Polska Sztuka Ludowa» 1953, nr 2.
- Polskie ludowe kowalstwo artystyczne, «Polska Sztuka Ludowa» 1953, nr 6.
- Przyczynki do badań nad ludowym farbiarstwem i drukarstwem tkanin w woj. białostockim, PSL, R. 8, nr 5.
- Z badań nad sztuką ludową w Radomskiem, «Polska Sztuka Ludowa» 1955, nr 1.
- Sztuka ludowa na pograniczu Lubelszczyzny i Podlasia, «Studia i Materiały Lubelskie». Etnografia t.1, Lublin 1962.
- Sztuka ludowa w woj. rzeszowskim i jej badania, «Polska Sztuka Ludowa» 1963, nr 3/4.
- Rzeźba figuralna Łemków, «Polska Sztuka Ludowa» 1963, nr 3/4.
- Badania nad kulturą ludową w dwudziestopięcioleciu Polski Ludowej, «Materiały Muzeum Budownictwa Ludowego w Sanoku», nr 10, 1969.
- Wpływ zawodów wędrownych na kształtowanie się kultury ludowej w Karpatach, [w:] Studia z zakresu socjologii, etnografii i historii ofiarowane Kazimierzowi Dobrowolskiemu, Kraków 1972.
- Podhalański fenomen, PSL, 1988, t. 42, nr 1-2.